# Sitting, Waiting, Wishing
«Sitting, Waiting, Wishing» es una canción escrito y cantado por Jack Johnson. Es la sexta canción del álbum In Between Dreams, que fue lanzado en febrero de 2005. Fue lanzado como sencillo en marzo de 2005.
El video musical cuenta con la narración inversa, similar al video de Coldplay para "The Scientist". La canción fue inspirada en una de búsqueda de sus amigos de una mujer. L

## Antecedentes
Johnson explica la inspiración detrás de la canción diciendo: "A friend of mine was trying to get this girl named Michelle," dice Johnson "and I tried to write a song that would help him have a laugh at himself because he was spending so much time trying to get her and it obviously wasn't leading anywhere. That was one just to cheer up a friend." (en español: "Un amigo mío trataba de tener a una chica llamada Michelle y traté de escribir una canción que le ayudaría a reírse de sí mismo, porque se pasaba el tiempo tratando de tenerla y era evidente que eso no lo llevaba a ninguna parte. Esto fue sólo para animar a un amigo.")

## Lista de canciones

### Sencillo en CD
1. «Sitting, Waiting, Wishing» - 3:09
2. «Free» (con Donavon Frankenreiter) - 2:35

### Sencillo Alemania
1. «Sitting, Waiting, Wishing» - 03:09
2. «Free» (con Donavon Frankenreiter) - 2:35
3. «Give It To You» (con G.Love) - 03:22
4. «Taylor» (Video)

## Posicionamiento en listas
left"|Mejor
posición

| Australian ARIA Singles Chart     | 24   |
| Ö3 Austria Top 40                 | 51   |
| German Media Control Charts       | 82   |
| Netherlands Mega Single Top 100   | 67   |
| New Zealand RIANZ Singles Chart   | 25   |
| UK Singles Chart                  | 65 1 |
| U.S. Billboard Hot 100            | 66   |
| U.S. Billboard Modern Rock Tracks | 25   |